# Staustufe Gundelsheim
Die Staustufe Gundelsheim ist eine Staustufe des Neckars direkt am westlichen Ortseingang von Gundelsheim, einer Stadt im Landkreis Heilbronn in Baden-Württemberg (Deutschland). Die Staustufe verbindet die unterschiedlichen Wasserspiegelhöhen des Neckars im Übergangsbereich zwischen dem Neckarbecken bei Heilbronn und dem Odenwald.

## Aufbau
Die Schleuse Gundelsheim ist eine Doppelschleuse mit zwei Schleusenbecken am linken Ufer, einer dreifeldrigen Staustufe in der Mitte und einem Wasserkraftwerk auf dem rechten Ufer. Unmittelbar unterhalb der Schleusen wird der Neckar von einer Straßenbrücke der L528 überquert.

## Geschichte
Die rechte Schleuse, das Kraftwerk und die Brücke wurden in den Jahren 1935 bis 1937 im Zuge der Neckarkanalisierung erbaut. Gundelsheim befand sich damals innerhalb der 50-km-Sicherheitszone des Versailler Vertrags, innerhalb derer keine Festungsanlagen erbaut werden durften. Trotzdem bezog das Heer 1935 den in Bau befindlichen Bereich um das Kraftwerk am rechten Ufer in ein umfangreiches Bunkersystem ein. Es war Teil der Neckar-Enz-Stellung, umfasste mehrere Hohlgänge und war für eine Besatzung von 26 Mann ausgelegt. Offiziell waren die Bauten als zivile Luftschutzbauten ausgewiesen.
In der Nacht vom 29. auf den 30. März 1945 sprengten deutsche Truppen auf ihrem ostwärtigen Rückzug die Neckarbrücke.
Die linke Schleusenkammer wurde 1958 gebaut.
Im Jahr 1992 wurden technische Renovierungsarbeiten an der Antriebs- und Steuerungstechnik durchgeführt.
Aus der Zeit vor dem Schleusenbau zeugt heute nur das Gebäude der Alten Neckarmühle aus dem Jahr 1604. Der Mühlenbetrieb wurde nach der Neckarregulierung eingestellt; das Gebäude wird heute als Gastronomiebetrieb genutzt.
2012 wurde die Schleuse Gundelsheim vom Deutschen Motoryachtverband in Düsseldorf mit dem Titel „wassersportfreundlichste Schleuse“ ausgezeichnet.

## Bauvorhaben
Vor der Grundinstandsetzung und Verlängerung der rechten Schleusenkammer, wird die linke Kammer modernisiert, damit ein reibungsloser Schleusenbetrieb gewährleistet werden kann. Die Modernisierung der linken Schleusenkammer umfasst die Erneuerung der Tore sowie der Antriebs- und Steuerungstechnik. In der rechten Schleusenkammer sind altersbedingt die Kammerwände dringend sanierungsbedürftig. Dazu wird der Beton an Kammerwänden, Planien und Molen bis zu einer Tiefe von 40 cm abgebrochen und mit einer in den Bestand verankerten, bewehrten Betonschicht in Form einer Vorsatzschale neu aufgebaut. Im Rahmen der circa 40 m weiten Verlängerung dieser Schleusenkammer nach Unterwasser wird das Tor ausgetauscht und die Antriebs- und Steuerungstechnik auf den heutigen Stand der Technik gebracht. Zur Vermeidung einer späteren Schiffsanfahrung an das Untertor wird eine neue Seilstoßschutzanlage eingebaut. Die Bauarbeiten umfassen ebenso die Anpassung von Antriebshäusern und Kabelkanälen sowie die Erneuerung der Schleusenausrüstung (z. B. Poller, Steigeleitern). Da die Vorhäfen im Ober- und Unterwasser über eine ausreichende Länge verfügen, sind nur geringe Anpassungen erforderlich.
Ursprünglich war geplant, die Bauarbeiten 2014 zu beginnen. Stand 2020 ist das zurückgestellt, zugunsten einer Erreichbarkeit der Werft Neckarsteinach am unteren Neckar mit 135 m langen Schiffen.

## Lage
Die Staustufe ist vom Rhein aus gesehen die zehnte Anlage ihrer Art.

## Bootsschleppe
Auf der linken Neckarseite steht eine Bootsschleppe zur Verfügung. Das Gleis ist 520 m lang.